# Sphenomorphus fragosus
Sphenomorphus fragosus är en ödleart som beskrevs av  Allen E. Greer och PARKER 1967. Sphenomorphus fragosus ingår i släktet Sphenomorphus och familjen skinkar. Inga underarter finns listade i Catalogue of Life.